# Saint-Cassien, Dordogne
Saint-Cassien är en kommun i departementet Dordogne i regionen Nouvelle-Aquitaine i sydvästra Frankrike. Kommunen ligger i kantonen Monpazier som tillhör arrondissementet Bergerac. År 2022 hade Saint-Cassien 32 invånare.

## Befolkningsutveckling
Antalet invånare i kommunen Saint-Cassien
Referens:INSEE